# Оливер, Эми
Эми Оливер (англ. Amy Oliver; род. 10 июля 1987, Ротерем, Йоркшир и Хамбер) — лучница из Великобритании, выступающая на соревнованиях по стрельбе из олимпийского лука. Участница летних Олимпийских игр 2012 года, серебряный призёр Игр Содружества 2010, бронзовый призёр чемпионата мира 2011. Также она является чемпионкой мира на открытом воздухе 2016 года. Оливер завершила карьеру в национальной сборной в 2017 году.

## Биография
Эми Оливер родилась 10 июля 1987 года в Мексборо, Южный Йоркшир. Впервые она узнала о стрельбе из лука в возрасте семи лет от родителей, которые занимались этим видом спорта. Однако первые результаты пришли спустя десять лет, когда Эми стала тренироваться в клубе лучников.

## Карьера
Оливер выиграла две медали на чемпионате Европы на открытом воздухе в 2007 году. Выиграв серебряную медаль в командном зачете, позже она выиграла золотую медаль индивидуальных соревнований. В 2011 году она в партнёрстве с Ларри Годфри выиграла бронзовую медаль в смешанных командных соревнованиях на чемпионате мира по стрельбе из лука в Турине.
В 2016 году Оливер выиграла женские соревнования на чемпионате мира на открытом воздухе в Дублине, победив в финале итальянку Джессику Томази. Она объявила об уходе из сборной в 2017 году.

### Игры Содружества 2010 года
Оливер участвовала в Играх Содружества 2010 года в составе женской сборной Англии по стрельбе из лука. Вместе с Наоми Фолкард и Элисон Уильямсон она вышла в финал женского командного турнира, где британки уступили Индии. Оливер свои неудачные выстрелы объяснила тем, что её отвлекала местная публика. Всемирный руководящий орган по стрельбе из лука, FITA, позже опубликовал заявление, в котором просил зрителей соблюдать принцип честной игры. The Telegraph назвал эту серебряную медаль «самым большим разочарованием».

### Летние Олимпийские игры 2012 года
Оливер дебютировала на своих первых Олимпийских играх в 2012 году в Лондоне. Она прошла квалификацию в британскую олимпийскую сборную после того, как выиграла национальный отборочный турнир в апреле 2012 года. Помимо Оливер, от Великобритании на Игры отправились Наоми Фолкард и Элисон Уильямсон.
В индивидуальных соревнованиях ей выпала сложная сетка из-за того, что Эми заняла в рейтинговом раунде лишь 57-е место, также это сказалось на командном результате — лишь 11-е место из 12. The Guardian назвал результаты тестового раунда «не обнадеживающими».
Оливер, Фолкард и Уильямсон уже в первом раунде командного турнира проиграли России в командных соревнованиях. Три дня спустя в первом раунде индивидуальных соревнований Оливер неожиданно одержала победу над Дипикой Кумари из Индии, несмотря на неудачную стрельбу во втором сете матча. Оливер назвал победу над Кумари, которая была в числе фаворитов в личном зачете, «самым ярким моментом в карьере» и посчитала это бо’льшим достижением, чем все её завоеванные ранее медали. Однако уже во втором раунде Эми Оливер проиграла Юлиане Рочмавати из Индонезии.